# Giovanni Vicente Mosquera Serrano
Giovanni Vicente Mosquera Serrano (n. 22 de febrero de 1988) es un líder pandillero venezolano asociado con el Tren de Aragua. El 24 de junio de 2025, fue sancionado por el gobierno estadounidense e incluido en la lista de Los diez fugitivos más buscados por el FBI, requerido por los delitos de tráfico de drogas y terrorismo.